# فرمین لوپز
فرمین لوپز (اسپانیایی: Fermín López‎؛ زادهٔ ۱۱ مهٔ ۲۰۰۳) بازیکن فوتبال اهل اسپانیا است که در پست هافبک برای باشگاه بارسلونا در لا لیگا و تیم ملی فوتبال اسپانیا بازی می‌کند.